# Palazzo Sturdza
Il palazzo Sturdza di Miclăușeni o castello Sturdza di Miclăușeni (in romeno Castelul Sturdza de la Miclăușeni) è un monumento storico nel villaggio di Miclăușeni. Attualmente è parte del complesso monastico storico di Miclăușeni, che comprende, oltre al palazzo, la chiesa dei Santi Principi e dell'Annunciazione (Biserica "Sf. Voievozi", "Buna Vestire"), risalente al 1787 e il giardino monastico, del XVIII secolo.

## Storia

### Il maniero originario
Nel 1410, il voivoda Alessandro il Buono concesse in feudo a Miclăuș, boiardo e membro del consiglio della corona, una tenuta lungo il fiume Siret. Dopo la morte del nobile, la tenuta fu chiamata Miclăușeni in sua memoria. Il 25 aprile 1591 gli eredi di Miclăuș vendettero la tenuta al tesoriere Simon Stroici (1550–1623), che costruì una residenza e fortificò il villaggio di Miclăușeni nel 1598. Le rovine della prima residenza erano ancora visibili all'inizio del XX secolo.
Nel testamento datato 5 giugno 1622, Simon Stroici legò la tenuta e il villaggio di Miclăușeni a Lupu Prăjăscu, dichiarando:
Lupului Prăjăscului și nepoatei mele Saftei, și fiului meu, la Gligorie, cu heleștee și cu prisăci și cu tot venitul, pentru că i-am luat spre dânșii ca să-mi fie ei ficiori de suflet.

A Lupul Prăjăscu e a mia nipote, Safta, e a mio figlio, Gligorie, con gli stagni e con la terra e con tutte le rendite, poiché loro solo la famiglia della mia anima.
Nel 1697 i discendenti di Lupu Prăjăscu, rimasti senza eredi, alienarono la tenuta a lontani parenti, i fratelli Ion e Sandu Sturdza. Il 19 aprile 1699 i fratelli Sturdza si divisero i possedimenti e Miclăușeni andò a Ion Sturdza. Contadini feudali e zingari lavoravano la terra, i loro discendenti portano ancora oggi i cognomi che indicavano il mestiere dei loro avi: Bucătaru (cuoco), Muraru (molinaro), Pitaru (fornaio), Curelaru (tagliatore di cuoio), Mindirigiu (matterassaio), Bivolaru (allevatore), Surugiu (cocchiere)
Nel 1752 Ioan Sturdza ricostruì la residenza, con un seminterrato e un primo piano con pianta a croce. La residenza aveva 20 stanze, dieci su ciascuno dei due piani. Le stalle ospitavano cavalli da corsa. Pavimenti e soffitti erano in legno. Le persone di servizio erano impegnate a difendere l'edificio da tipo e scarafaggi e ricevevano dal maggiordomo ordini di questo tenore:
să se puie în var vreo doftorie de ploșniță și să speli cu aceea și podelele pe sus cu badanaua“, în timp ce „bortele de șoareci să se astupe toate cu cărbuni pisați cu steclă
In questo punto strofina le polvere medicinale per uccidere le pulci del letto che restano nella vernice e lava i soffitti nella detta medicina. I buchi per cui i topi vanno e vengono devono essere tappati con carbone pestato e vetro tritato.

Per espandere la tenuta, il figlio di Ion Strudza, Dimitrie, costruì una chiesa nelle vicinanze del palazzo fra il 1821 e il 1823. Fece decorare la chiesa con icone in stile barocco e con numerose suppellettili. Il figlio di Dimitrie, Alecu Sturdza Miclăușanu, costruì un giardino all'inglese di 42 ettari con piante ornamentali e numerose aiuole di fiori. Alecu aveva l'hobby di collezionare e preservare libri e manoscritti rari, che andarono a impreziosire il patrimonio del palazzo. Anche il futuro primo ministro Mihail Kogălniceanu parlò dei libri e manoscritti rari ospitati a Miclăușeni.
Benché fosse cugino del principe Mihail Strudza (1834–1849), Alecu Strudza abbracciò gli ideali rivoluzionari nel 1848, ma nello stesso anno morì di colera e si sospettò che il principe l'avesse avvelenato. Fu sepolto nella chiesa della tenuta e lasciò quest'ultima alla vedova Catina, che a sua volta ne fece testamento al figlio George A. Strudza nel 1863, li quale costruì l'attuale palazzo Sturdza.

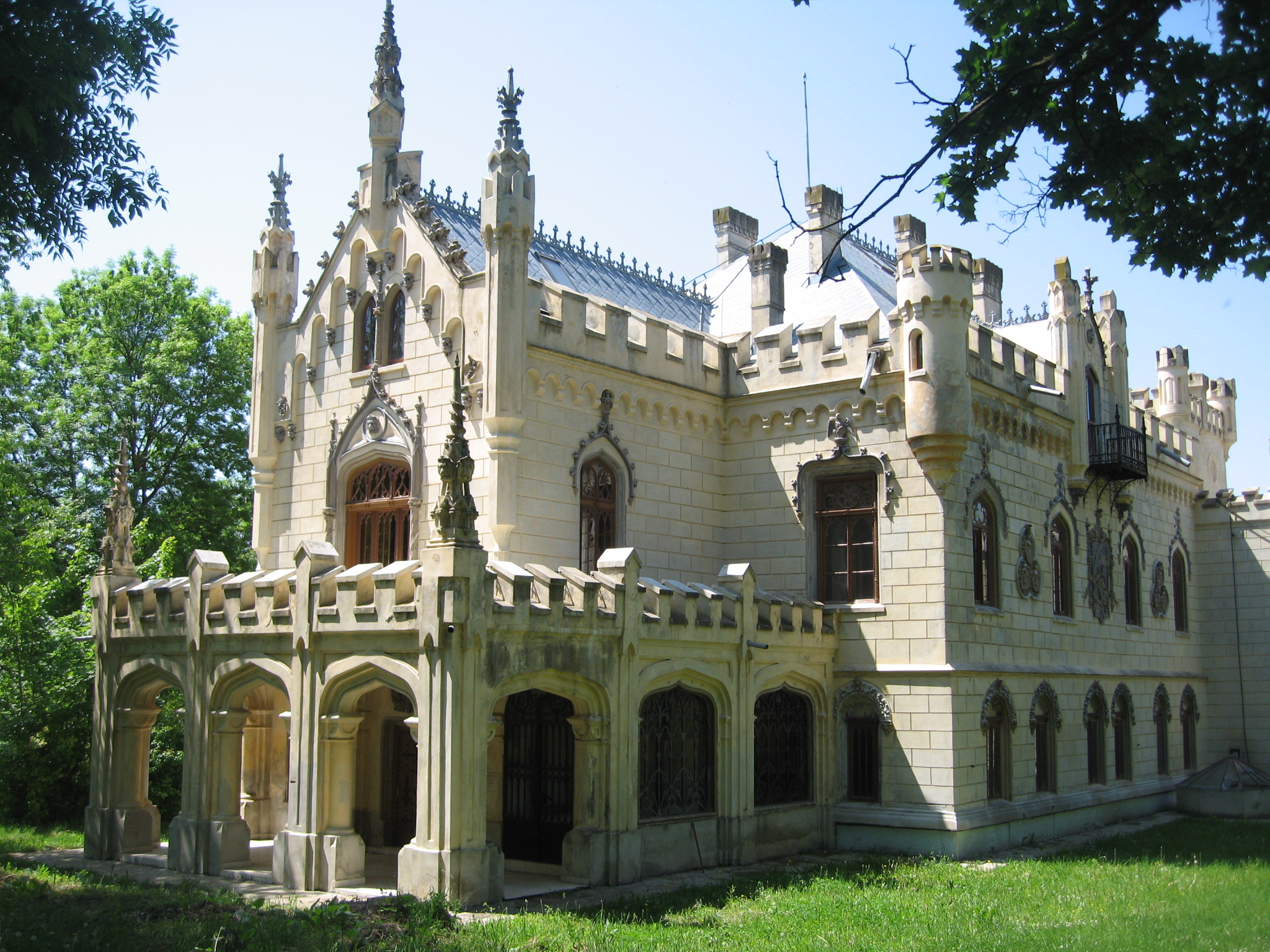
Il palazzo Strudza a Miclăușeni

### Costruzione
Nel 1869 George Sturdza sposò Maria, figlia dello scrittore Ion Ghica, e si trasferì a Miclăușeni. Maria, di 11 anni più giovane di George, si trovava a disagio nel nuovo ambiente. Ansioso di ricostruire l'edificio principale, George Sturdza vendette parecchi boschi attorno alla tenuta e richiese un prestito di 100 000 Lei, offrendo il palazzo in ipoteca e accettando di restituire la somma in monete d'oro.
Fra il 1880 e il 1904, George Sturdza fece costruire sul luogo dell'antico maniero l'attuale edificio neogotico. Voleva che il palazzo richiamasse i castelli medievali dell'Occidente, ma anche il Palazzo della Cultura di Iași e il palazzo Cuza a Ruginoasa.
Durante il regime comunista, il palazzo ospitò un orfanotrofio, contrariamente ai desideri di Catherine Sturdza, che divenuta suora, avrebbe voluto destinare la proprietà a una casa per religiose, scopo al quale fu adibito nel 1990.

### Ristrutturazione
Nel 2001 il palazzo fu ceduto alla Metropolia ortodossa di Moldavia e Bucovina. Il 13 ottobre 2001 l'orfanotrofio fu trasferito nel villaggio di Cozmești nel comune di Stolniceni-Prăjescu.
Nel 2003 il regista Sergiu Nicolaescu girò alcune scene del film "Orient Express" al palazzo di Miclăușeni.
Nel 2003 il governo romeno decretò riparazioni di emergenza per il palazzo Sturdza e opere di tutela del paesaggio circostante. Nel 2004, sfruttando un finanziamento della Banca mondiale di circa 2,4 milioni di lei (685 700 euro), la Metropolia di Moldavia e Bucovina diede inizio alla ristrutturazione del palazzo e degli annessi.
Dopo i lavori di consolidamento e ristrutturazione, furono evitate la risalite di umidità dal terreno. Elementi decorativi grandi e piccoli furono ricostruiti sulla base di fotografie. Mobili, infissi, pavimenti e scale in legno sono state resturati fra il 2003 e il 2005.
Tuttavia il lavoro di restauro non è stato completato. La Metropolia prevede di allestire un museo e un centro congressi nel palazzo, mentre gli altri edifici dovrebbero ospitare un centro diurno per gli anziani e un punto di assistenza per i pellegrini. Un edificio ospita un atelier di pittura, in cui si realizzano icone e uova dipinte.

## Architettura
Il palazzo di Miclăuşeni è costruito in stile neogotico con elementi barocchi. L'edificio risale alla fine del XIX secolo ed è costruito sul luogo di un maniero del XVIII secolo, inglobato nell'edificio attuale nell'ala di levante.
Il palazzo Sturdza si articola su due piani. Le pareti esterne sono decorate con altorilievi, in particolare da elementi araldici propri degli Sturdza: un leone che impugna una spada e un ramo d'olivo, ma anche elemneti simbolici creati dall'architetto Iulius Reinecke nel 1898 in stile Art Nouveau. Gli venne in aiuto Maria Sturdza, che aveva illustrato molte delle poesie di Vasile Alecsandri, che degli Sturdza era un vicino e un amico stretto.
Lo stile neogotico si distingue chiaramente in decorazioni come le guglie, le armature, la sala del maneggio, iscrizioni latine alle pareti e la torre d'ingresso con un ponte levatoio su un fossato.
All'interno, il castello presenta uno scalone centrale in marmo di Dalmazia, preziose opere di mobilio in legno di rosa, stufe in terracotta, porcellana e maiolica e coccio provenienti dall'estero, pavimenti con parquet con inserti di pino, mogano, quercia ed ebano, disposti in motivi geometrici e floreali, opera di artigiani austriaci. I soffitti e le pareti sono dipinti a olio, con numerose iscrizioni latine.